# Municipio de Tranås
El municipio de Tranås (en sueco: Tranås kommun) es un municipio en la provincia de Jönköping, al sur de Suecia. Su sede se encuentra en la localidad de Tranås. En 1967, Linderås se fusionó con la ciudad de Tranås, que en 1971 se convirtió en municipio de tipo unitario cuando se abolieron todas las diferencias entre los municipios rurales y urbanos.

## Localidades
Hay 4 áreas urbanas (tätort) en el municipio:
| # | Tätort     | Población |
| - | ---------- | --------- |
| 1 | Tranås     | 14 845    |
| 2 | Sommen     | 790       |
| 3 | Gripenberg | 285       |
| 4 | Hätte      | 232       |